# Šen I-čchin
Šen I-čchin (čínsky pchin-jinem Chén Yíqín, znaky zjednodušené 谌贻琴, tradiční 諶貽琴; * 15. prosince 1959) je čínská komunistická politička, státní poradkyně státní rady (od 2023), předtím tajemnice kuejčouského provinčního výboru KS Číny (2020–2022) a guvernérka Kuej-čou (2017–2020). Členka širšího vedení Komunistické strany Číny jako kandidátka (2007–2017) a členka (od 2017) ústředního výboru KS Číny. Vzděláním historička pracovala ve stranickém školství, od roku 2001 působila ve stranických funkcích v různých kuejčouských prefekturách a krajích a po roce 2007 se podílela na řízení provincie Kuej-čou.

## Život
Šen I-čchin se narodila 15. prosince 1959 v okrese Č’-ťinu na západě provincie Kuej-čou, je pajské národnosti. V letech 1977–1978 pracovala v okresním výboru svazu mládeže, poté studovala historii na Kuejčouské univerzitě. Od roku 1982 pracovala na stranické škole kuejčouské provinční organizace Komunistické strany Číny, do komunistické strany vstoupila roku 1985. V letech 1990–1992 byla zástupkyní tajemníka okresního výboru KS Číny v Č’-ťinu, poté se vrátila stranickou školu, od roku 1993 jako zástupkyně ředitele školy. Koncem roku 2001 převzala funkci zástupkyně tajemníka krajského výboru KS Číny v Čchien-nanu na jihu Kuej-čou, roku 2003 byla přeložena na místo zástupkyně tajemníka prefekturního výboru KS Číny v Tchung-ženu na východě Kuej-čou.
Od roku 2007 v aparátu komunistické strany přešla na provinční úroveň, když vedla oddělení propagandy kuejčouského provinčního výboru KS Číny. Na XVII. sjezdu KS Číny v říjnu 2007 byla zvolena kandidátkou ústředního výboru (znovuzvolena na XVIII. sjezdu roku 2012). Roku 2012 byla jmenována zástupkyní guvernéra Kuej-čou. Po třech letech převzala funkci zástupkyně tajemníka kuejčouského provinčního výboru KS Číny, přičemž odpovídala za politické a právní záležitosti. Na jaře 2017 současně zaujala místo ředitelky provinční stranické školy a předsedkyně kuejčouské právnické společnosti. Od září 2017 vykonávala funkci guvernérky Kuej-čou a na XIX. sjezdu KS Číny v říjnu 2017 byla zvolena členkou ústředního výboru (znovuzvolena na XX. sjezdu roku 2022). V únoru 2018 byla zvolena i poslankyní Všečínského shromáždění lidových zástupců (do roku 2023). V listopadu 2020 se stala tajemnicí kuejčouského provinčního výboru KS Číny, po Wan Šao-fen a Sun Čchun-lan se tak stala třetí tajemnicí provinční organizace KS Číny po roce 1949. V lednu 2021 byla zvolena i předsedkyní stálého výboru kuejčouského provinčního shromáždění lidových zástupců (do ledna 2023). 
V prosinci 2022 úřad tajemnice kuejčouského provinčního výboru KS Číny do rukou Sü Lina a ve vládě jmenované v březnu 2023 obdržela úřad státní poradkyně (o stupeň nižší než místopředseda vlády), přičemž odpovídala za lidské zdroje, občanské záležitosti, záležitosti veteránů, sport, kulturu a cestovní ruch, národnosti, ženy a děti. V říjnu 2023 byla navíc zvolena předsedkyní Všečínského svazu žen.